# Abbas Mirza
Abbas Mirza (persa: اباس میرزا)  (Amol, 20 d'agost de 1789 - Mashad, 25 d'octubre de 1833) fou príncep de la dinastia qajar de Pèrsia.

## Biografia
Mirza era fill de Fat·h-Alí Xah Qajar i d'Asiya Kanom (filla de Fath Ali Khan Develu). El 1797 amb només 8 anys va acompanyar al seu oncle Agha Muhammad Khan Qajar en la campanya contra el kan de Shusa a Karabagh, però va romandre a Adina Bazar (prop d'Ardebil) i després de l'assassinat del xa (juny) va tornar a Teheran on el seu pare fou proclamat xa. El 20 de març de 1799 fou proclamat príncep hereu amb el títol de Nayeb al-Sultana i se li va confiar el govern de l'Azerbaidjan. Va participar en la submissió del cap kurd Djafar Quli Khan Dombali a qui va derrotar a prop de Salmas.
El 1803 es va casar amb una princesa de la branca Devellu. El 1804 els russos van ocupar Gandja i Abbas Mirza va anar a la zona per defensar Erevan, assetjada pels russos, fins que aquests es van retirar cap a Tbilisi. L'any següent va tornar en campanya i va nomenar governador de Karabagh a Qaplan Kuh de Derbent.
En els anys següents va viure a Tabriz i els hiverns a Koï, menys els períodes de campanya, provant diverses vegades d'ocupar la fortalesa de Pambak prop d'Erevan, Susha, Gandja, Nakhichevan i Xirvan, fen campanyes anyals entre el 1804 i el 1810. Finalment el 1813 es va signar la pau de Golistan al Xirvan, en virtut de la qual Pèrsia va haver de cedir Derbent, Bakú i Shirvan.
En esclatar la Guerra d'independència de Grècia el 1821, Muhàmmad Alí Mirza, governador de Kermansah, germà i rival d'Abbas Mirza, es va revoltar amb suport turc i es va acostar a Bagdad; Abbas va fer campanya a Kurdistan a les comarques de Bitlis i Muş; finalment es va signar la Pau d'Erzerum que va restaurar les fronteres del 1639.
El 1826 els ulemes van declarar la guerra santa a Rússia. El setembre d'aquell mateix any, Abbas avançà cap a Gandja però va patir una greu derrota; l'any següent va obtenir victòries parcials a Uch Kilise (Vagharxapat) i Nakhichevan, però els russos van penetrar en el país i van arribar a Tabriz (24 d'octubre de 1827). La pau de Turkmantxai (vila al sud-oest de Tabriz) va cedir a Rússia tot el territori al nord del riu Araxes. L'emissari rus, Griboedov, fou assassinat a Teheran el 8 de febrer de 1829 i Abbas va respectar la pau i va declarar tres dies de dol, i a més va enviar el seu fill Khosraw Mirza a Rússia en missió de bona voluntat.
Abbas va estar enfrontat als seus germans Husayn Ali Mirza Farmanfarma, governador de Fars, i Hasan Ali Mirza Shudja -al-Sultana, governador del Gran Khorasan (fins a 1823) i de Kirman (1827-1828). El seu pare va aplanar una revolta a Yadz que podia tenir el suport dels governadors de Fars i Kirman.
El gener del 1831 Abbas va arribar a Teheran i el març va anar a Yadz per restaurar al seu nebot Sayf al-Muluk Mirza com a governador. D'allí va anar a Kirman i va deposar Shudja, deixant el govern de Kirman al seu fill Khosraw Mirza. El 9 de setembre de 1831 Abbas fou nomenat governador de Khorasan conservant el de l'Azerbaidjan, on el seu fill Faridum Mirza va quedar com a governador delegat.
El 1832 va planejar conquerir Afganistan i Khivà i va pactar amb el visir d'Herat i el kan de Kokand. Va encarregar les operacions al seu fill gran Muhammad Mirza però més tard la mort de Fath Ali Shah (succeït per Muhammad Mirza) i la intervenció anglesa va posar fi a aquests plans (1834). Abbas Mirza va morir en aquest temps a Mashad el 1833 i fou enterrat al santuari de l'imam Reza.
Va deixar 26 fills i 21 filles. El fill gran Muhammad Mirza (després Muhammad Xah Qajar) fou el nou príncep hereu. Cinc fills van governar Fars: Firuz Mirza (1835-1836 i 1849-53), Faridun Mirza Farmanfarma II (1836-40), Farhad Mirza (1841-43 i 1876-81), Bahram Mirza (1848-49), i Sultan Murad Mirza (1858-60). Altres fills van governar altres províncies. Un fill fou un historiador de renom: Jahangir Mirza que va escriure Tarik-e-now; i un altre fou poeta (Farhad Mirza).	
Va tenir com a visir o ministre a Isa Mirza Buzurg que va morir el 1822 i el succeí el seu fill Abu l-Qasim Qaim Maqam, que va exercir fins a la seva mort i va ocupar el càrrec igualment amb el seu fill.